# Ergo-Hochhaus

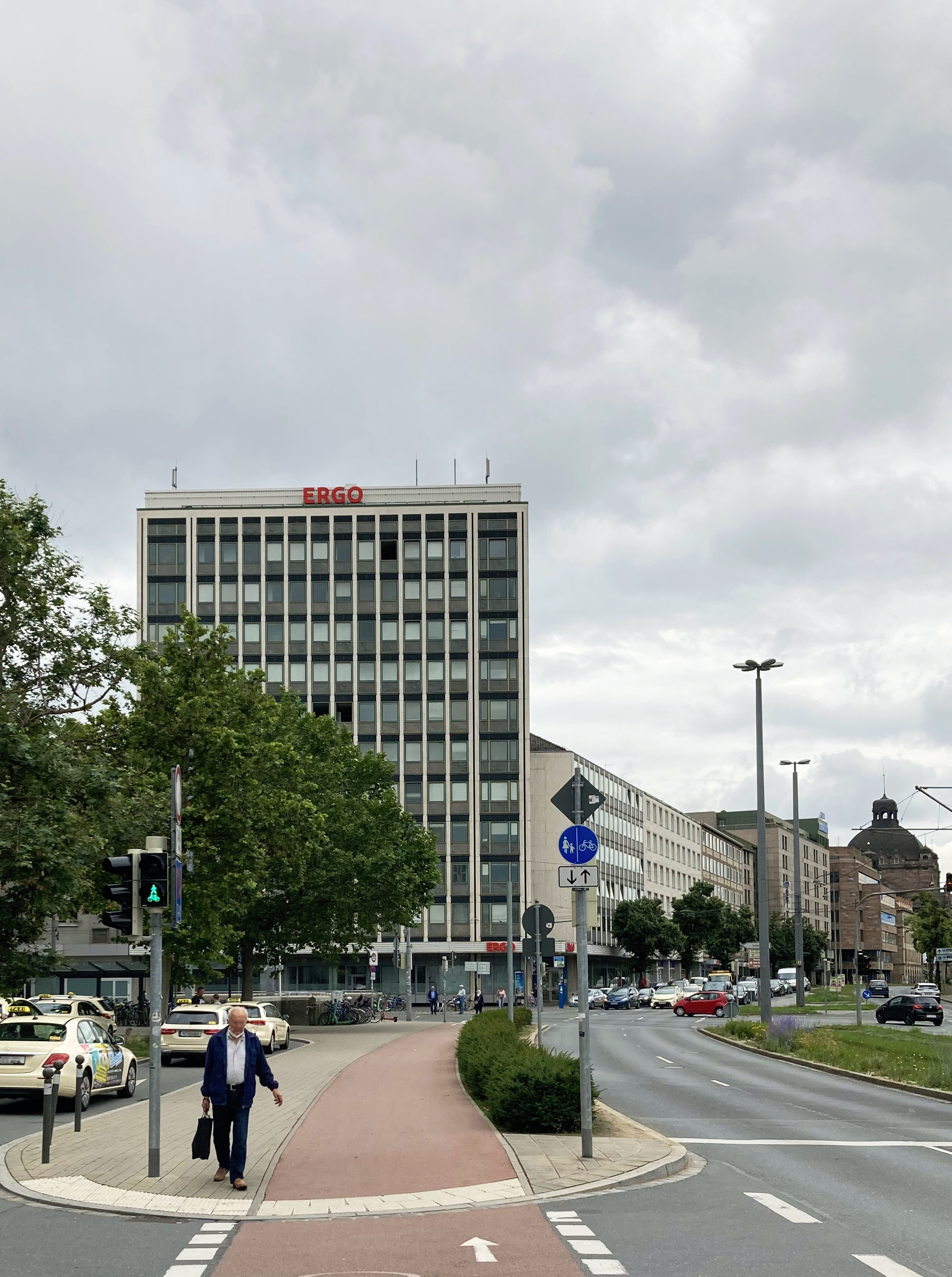
Das Hochhaus östlich des Hauptbahnhofs

Das Ergo-Hochhaus (ehemals Victoria-Hochhaus) ist ein Hochhaus am Bahnhofsplatz in Nürnberg. Der Bau ist benannt nach dessen Hauptmieter, der Ergo Group.

## Architektur und Bau
Das Gebäude entstand bis 1965 an der Stelle des ehemaligen Hotels „Württemberger Hof“ und war als moderner architektonischer Kontrast zum gegenüberliegenden Frauentorturm und Frauentor konzipiert. Entworfen von den Architekten Richard Bickel und Hanns Dustmann diente der 40 Meter hohe und elfgeschossige Bau zunächst der Victoria-Versicherung als Bürogebäude, später zog dann die Ergo Versicherung ein.
Im November 2020 wurde bekannt gegeben, dass das Gebäude abgerissen und an gleicher Stelle ab dem Jahr 2022 nach den Plänen des Architekturbüros Henning Larsen ein neuer Büroturm mit dreizehn Geschossen errichtet werden soll. Er soll sich stilistisch am Kopfbau des 2021 fertig gestellten Tafelhof Palais orientieren und im Zusammenspiel mit diesem das Bahnhofsgebäude rahmen. Im Erdgeschoss sind neben einer Lobby auch Einzelhandelsflächen geplant.